# Dilemma inexpectatum
Dilemma inexpectatum is een tweekleppigensoort uit de familie van de Poromyidae. De wetenschappelijke naam van de soort is voor het eerst geldig gepubliceerd in 1966 door Crozier.